# Гилл (лунный кратер)
Кратер Гилл (лат. Gill), не путать с кратером Гилл на Марсе,  — древний крупный ударный кратер у юго-восточного лимба видимой стороны Луны. Название присвоено в честь шотландского астронома Дэвида Гилла (1843—1914) и утверждено Международным астрономическим союзом в 1964 г. Образование кратера относится к донектарскому периоду.

## Описание кратера
Ближайшими соседями кратера являются кратер Понтекулан на северо-западе; кратер Ганнон на севере-северо-западе; кратер Петров на востоке-северо-востоке; кратер Векслер на юго-востоке; кратер Неймайер на юге-юго-западе; а также кратер Гельмгольц на юго-западе. Селенографические координаты центра кратера 63°46′ ю. ш. 75°57′ в. д. / 63,77° ю. ш. 75,95° в. д., диаметр 63,9 км, глубина 3,93 км.
За длительное время своего существования кратер значительно разрушен, вал перекрыт множеством кратеров различного размера, северную часть вала перекрывает сдвоенный кратер. Средняя высота вала кратера над окружающей местностью 1260 м, объем кратера составляет приблизительно 3800 км³. Дно чаши кратера сравнительно ровное, отмечено несколькими небольшими кратерами.
Вследствие расположения у восточного лимба Луны кратер при наблюдениях с Земли имеет сильно искаженную форму.

## Места посадок космических аппаратов
- 11 июня 2009 г. на юго-востоке от кратера Гилл в точке с координатами 65°30′ ю. ш. 80°24′ в. д. / 65,5° ю. ш. 80,4° в. д.G произведено намеренное столкновение японского зонда Кагуя с поверхностью Луны.

## Сателлитные кратеры
| Гилл | Координаты                                            | Диаметр, км |
| ---- | ----------------------------------------------------- | ----------- |
| A    | 63°26′ ю. ш. 73°15′ в. д. / 63,43° ю. ш. 73,25° в. д. | 13,6        |
| B    | 61°49′ ю. ш. 70°28′ в. д. / 61,82° ю. ш. 70,46° в. д. | 30,1        |
| C    | 62°25′ ю. ш. 67°50′ в. д. / 62,42° ю. ш. 67,83° в. д. | 32,6        |
| D    | 63°29′ ю. ш. 79°58′ в. д. / 63,49° ю. ш. 79,97° в. д. | 16,0        |
| E    | 63°20′ ю. ш. 70°29′ в. д. / 63,33° ю. ш. 70,48° в. д. | 14,0        |
| F    | 63°57′ ю. ш. 65°39′ в. д. / 63,95° ю. ш. 65,65° в. д. | 24,6        |
| G    | 63°37′ ю. ш. 68°47′ в. д. / 63,62° ю. ш. 68,79° в. д. | 35,3        |
| H    | 64°05′ ю. ш. 70°59′ в. д. / 64,08° ю. ш. 70,98° в. д. | 8,6         |